# 遼西龍屬
遼西龍屬（學名：Liaoxisaurus）是種已滅絕水生爬行動物，屬於離龍目的Simoedosauridae科，外形類似現代鱷魚。化石是一個部分身體骨骼，發現於中國遼寧省朝陽縣的九佛堂組，地質年代為白堊紀的阿普第階。模式種是朝陽遼西龍（L. chaoyangensis），是在2005年由高春玲等人所敘述、命名。